# Poeoptera stuhlmanni
Poeoptera stuhlmanni é uma espécie de passeriforme da família Sturnidae.
Pode ser encontrada nos seguintes países: Burundi, República Democrática do Congo, Etiópia, Quénia, Ruanda, Sudão, Tanzânia e Uganda.